# 瓦维尔 (默尔特-摩泽尔省)
瓦维尔（法語：Waville，法語發音：[wavil]）是法国默尔特-摩泽尔省的一个市镇，属于布里埃区。

## 地理
瓦维尔（49°0'37"N, 5°56'59"E）面积11.43 平方千米，位于法国大東部大區默尔特-摩泽尔省，该省份为法国东北部内陆省份，是洛林的一部分，北邻比利时、卢森堡，北起顺时针与摩泽尔省、下莱茵省、孚日省和默兹省接壤。
与瓦维尔接壤的市镇（或旧市镇、城区）包括：尚布莱-比西耶尔、翁维尔、普雷尼、马德河畔朗贝库尔、圣于连莱戈尔兹、马德河畔维勒塞。

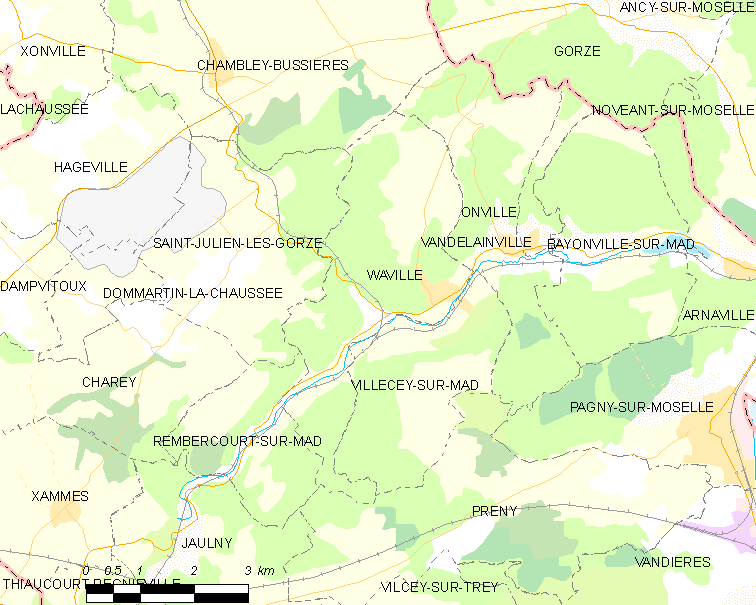
的OSM定位图

瓦维尔的时区为UTC+01:00、UTC+02:00（夏令时）。

## 行政
瓦维尔的邮政编码为54890，INSEE市镇编码为54593。

## 政治
瓦维尔所属的省级选区为蓬塔穆松县。

## 人口

1962-2008年间人口变化图示

瓦维尔于2022年1月1日时的人口数量为436人。